# سسنا سایتیشن ام۲
سسنا سایتیشن ام۲ (به انگلیسی: Cessna Citation M2) یک هواگرد ساختِ کارخانهٔ سسنا در کشور ایالات متحده آمریکا است که در سال Since 2013 ساخته شد. این هواگرد برای نخستین بار در ۹ مارس ۲۰۱۲ میلادی مورد استفاده قرار گرفت.